# Ambrus Rita
Ambrus Rita (Nagyvárad, 1979. április 17. –) énekesnő, a Megasztár című tehetségkutató műsor negyedik szériájának döntőse.

## Élete
Zenei pályafutása  hatéves korában (1985) kezdődött, amikor is elkezdett zongorán tanulni. Általános iskolai tanulmányait Nagyváradon és a Hódmezővásárhelyen a Liszt Ferenc Zenei Általános Iskolában végezte. Tizenhárom évesen (1992) bekerült a New Choir kamaraénekkarba, ahol több műfajt is átölelő dalokat énekelt.
1996-ban Szlovéniába, Ljubljanába utaztak, ahová Steiner Béla zeneszerző is velük tartott. Az általános iskola elvégzése után a szegedi Tömörkény István Gimnázium ének-zene szakán tanult tovább, ahol külföldön (Angliában, Olaszországban, Dániában, Németországban) versenyeket nyertek.
Szegeden 1996-ban a Berlin Blau pop-rock zenekarral eljutottak a Ki-Mit-Tud? középdöntőéig. Viktor Máténak köszönhetően, lehetőségük volt arra, hogy a Rádió 8 stúdiójában felvegyenek néhány saját dalt. Ezután Rita a mindszenti Rouge együttes tagja volt 2 évig. Emellett a szegedi Csermák Hammido Zeneiskola ének szakán is tanult.
Az Aranypódium tehetségkutató versenyen többször is fellépett szólóban. 20 évesen (1999) Budapesten a MZTSZ Kőbányai Zenei Stúdió ének-szakára nyert felvételt. Ezután 4 évig a Bergendy együttes tagja volt. A Bergendy zenekarral EMeRTon-díjat nyertek.
Vokálozott többek között pl.: Ferenczi György (zenész), Nox, Ízisz, Zalatnay Sarolta, Sugarloaf lemezein. Énekelt pl.: Nárai Erika, Oroszlán Szonja, Tunyogi Bernadett mellett.
Azután éveken keresztül a Stefano & Rita duettben énekelt Stefano Favaroval, akivel Velencében ismerkedett meg. Két albumuk jelent meg, 2005-ben Mindörökké (Non armani), 2006-ban pedig Szivárvány címmel. A páros éveken át járta az országot, és nagyszerű koncerteket adtak, ám a várva várt siker így is elmaradt. Nem jelentették be, de a Stefano & Rita duett feloszlott.
2008-ban bekerült a Megasztár negyedik szériájának döntőjébe.
2011-ben a düsseldorfi 2011-es Eurovíziós Dalfesztiválon vett részt, mint Wolf Kati háttérénekese.

## Szinkronszerepei
- Shrek 2 (2004)
- Harmadik Shrek (Shrek the third, 2007): Hófehérke (énekhang)
- A Simpson család – A film (The Simpsons Movie, 2007)
- Horton (Horton Hears a Who!, 2008)